# Elezioni legislative in Francia del 1967

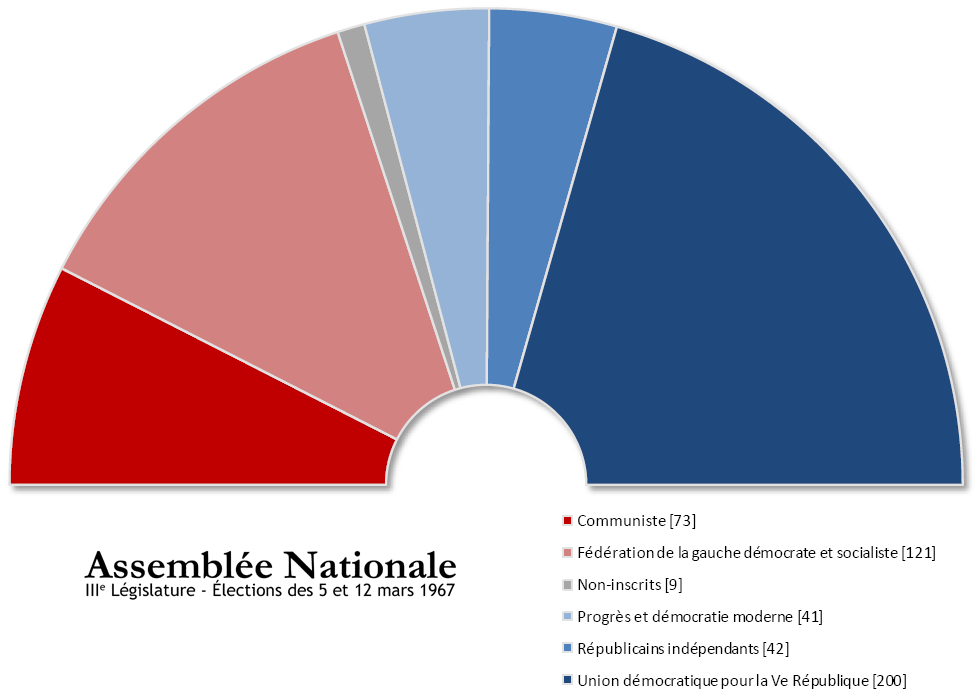

Le elezioni legislative in Francia del 1967 si tennero il 5 marzo (primo turno) e il 12 marzo (secondo turno).

## Risultati
| Liste                                               | I turno    | I turno | II turno   | II turno | Seggi |
| Liste                                               | Voti       | %       | Voti       | %        | Seggi |
| --------------------------------------------------- | ---------- | ------- | ---------- | -------- | ----- |
| Unione dei Democratici per la Quinta Repubblica     | 8.448.082  | 37,73   | 7.972.908  | 42,60    | 243   |
| Centro Democratico                                  | 2.929.995  | 12,64   | 1.328.777  | 7,10     | 41    |
| Altri                                               | 1.140.748  | 5,10    | 702.352    | 3,73     | 9     |
| Maggioranza presidenziale                           | 12.418.825 | 55,47   | 10.004.037 | 53,43    | 293   |
| Partito Comunista Francese                          | 5.039.032  | 22,51   | 3.998.790  | 21,37    | 73    |
| Federazione della Sinistra Democratica e Socialista | 4.224.100  | 18,96   | 4.505.329  | 24,08    | 117   |
| Partito Socialista Unificato                        | 495.412    | 2,21    | 173.466    | 0,93     | 4     |
| Unione della Sinistra                               | 9.758.554  | 43,68   | 8.677.585  | 46,38    | 194   |
| Altri                                               | 191.232    | 0,85    | 28.347     | 0,15     | -     |
| Totale                                              | 22.389.514 |         | 18.333.791 |          | 487   |